# Archimède (ballon)

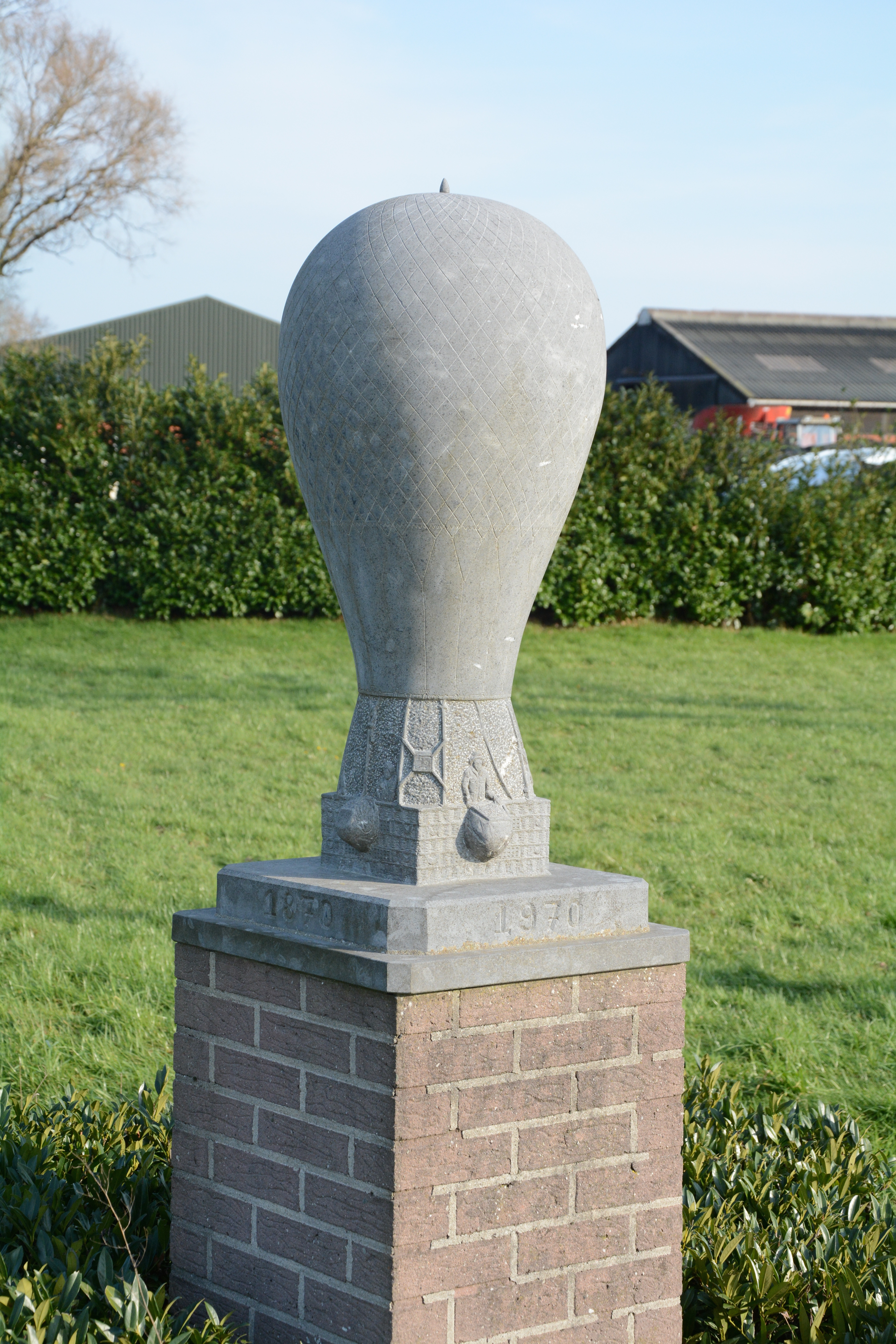
Monument van de landing van de gasballon Archimède in Castelré (21 november 1870).

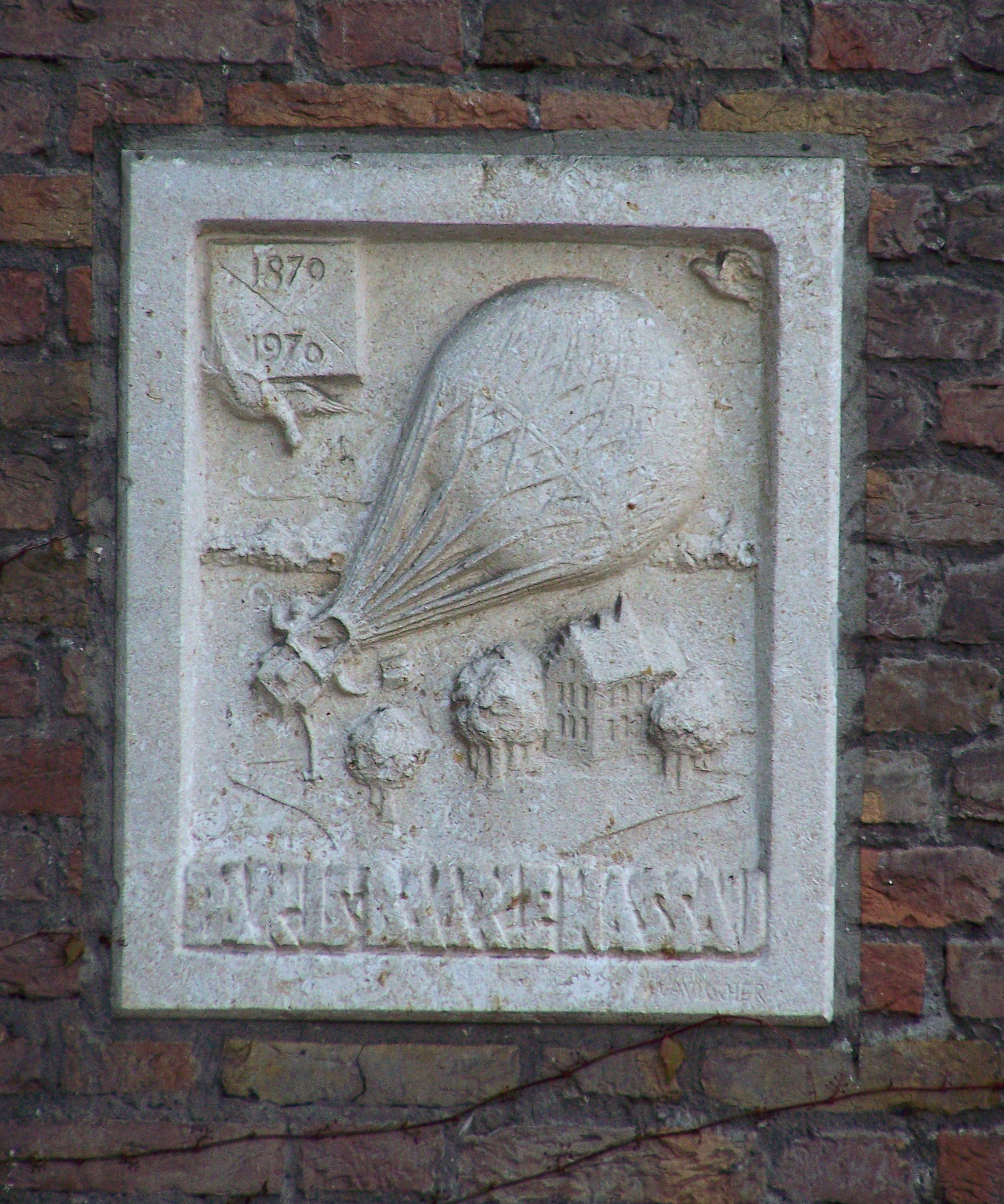
Gevelsteen in het stadhuis van Baarle-Nassau ter herdenking van de landing van de postballon 100 jaar eerder.

De Archimède was een Franse gasballon die op 21 november 1870 met ballonpost vanuit het door het Pruisische leger omsingelde Parijs naar het Nederlandse Castelré voer. 

## Achtergrond
Van september 1870 tot januari 1871 was Parijs hermetisch afgesloten door het Pruisische leger tijdens het Beleg van Parijs (1870-1871). Om contact te houden met het niet-bezette deel van Frankrijk liet men in die periode 67 postballonnen op. Bij het Beleg van Metz (1870) had men onbemande postballonnen opgelaten, maar daaruit bleek dat meer dan de helft van de post verloren ging. De eerste ballonnen die vertrokken vanuit Parijs werden bestuurd door ervaren ballonvaarders, maar die konden niet terugkeren naar de omsingelde stad. Daarom ging men over naar het opleiden van mariniers om de postballonnen te besturen. Men vertrok 's nachts zodat de eerste meters nog geklommen kon worden uit het zicht van de belegeraars en zo vijandelijk vuur kon worden vermeden. Door de ochtendzon werd het gas opgewarmd waardoor de ballon de neiging had om te stijgen. Men stelde het volume van het hefgas en het gewicht van de ballast zo af dat de ballon een hoogte tussen de 2000 à 3000 meter kon bereiken. Als gas om de ballon te vullen gebruikte men lichtgas dat uit steenkool gewonnen werd.

## Ballonvaart
De ballonvaarder van de Archimède was Jules Buffet, een marinier. Hij had twee passagiers bij, Gaston de Saint-Valery, directeur-gerant van de krant La Patrie, en Albert Jauban. Jauban was door de Parijse regering afgevaardigd met een zending voor de vervangende regering in Tours. Er gingen ook twintig postduiven en 220 kg aan post mee. De ballon had een hefvermogen van rond de 1500 kg. Daarmee moest men de ballon, de passagiers, de mand, de post en de zandzakken mee in de lucht houden. De Archimède vertrok vanaf het Gare d'Orléans in Parijs tussen half één en één uur 's nachts. Zijn traject ging via Charleroi en Lier tot aan Hoogstraten. Boven Rijkevorsel zag Buffet het kasteel van Hoogstraten schuin aan de linkerkant van zijn traject liggen en zette hij de daling in. Eens bij de grond werd er aan de toegesnelde bewoners gevraagd waar ze waren om zich ervan te verzekeren dat men niet in Pruisisch gebied was. Terwijl men veiligheidshalve de ballon weer liet stijgen, hoorde men iemand roepen dat ze in "Belgique" waren. Hierdoor wisten ze dat ze de landing veilig konden verderzetten. Bij een tweede landingspoging rond zeven uur 's ochtends kwam men net over de grens in Nederland in Castelré terecht. Vanuit het kasteel van Hoogstraten kwam een rijtuig om de reizigers op te pikken. Op het kasteel hebben ze ontbeten bij het gezin van majoor Delobel dat op het kasteel woonde. Met twee rijtuigen werden ze vervolgens naar Turnhout gebracht waar ze de post afleverden. Met de trein reden de ballonvaarders naar Brussel, waar de Saint-Valery achterbleef. De andere twee reisden verder naar Rijsel met als eindbestemming Tours, waar de uit Parijs verdreven regering verbleef.

## Post
In Turnhout was men begonnen met de brieven te stempelen. Iets meer dan duizend poststukken kregen een stempel die als uiterst zeldzaam wordt gezien. Hiermee werd gestopt nadat er een richtlijn uit Brussel kwam dat men dit niet als internationale post moest afhandelen. In één geheel ging de post naar Frankrijk van waaruit de poststukken verder verdeeld werden. Buiten de post had men ook postduiven mee. Daarmee kon men berichten terug naar Parijs sturen. Er was nog een akkefietje met meneer Saint-Valery omdat hij de postduiven als persoonlijk bezit achterhield terwijl deze als staatseigendom werden gezien.
Het nieuws dat de ballonvaarders uit Parijs meebrachten werd in de volgende dagen in allerlei kranten vermeld. Als belangrijkste nieuws werd geschreven dat Delescluze, hoofdredacteur van Le Réveil en burgemeester van het 19e arrondissement, weer op vrije voeten was gesteld na zijn gevangenneming na het oproer van 31 oktober, en dat Gustave Flourens niet gearresteerd was. Volgens de Saint-Valéry en Jauban heerste er een rustige sfeer in Parijs en werd het vleesrantsoen op 50 gram per dag gebracht. De bevolking keek naar het Franse leger uit om bevrijd te worden.

## Gedenktekens
Later heeft men in de streek een monumentje opgericht om deze landing te herdenken. De exacte locatie van de landing is niet bekend.